# داء ساندهوف
داء ساندهوف هو اضطراب وراثي لخزن الشحوم مُتعلق بالجسيمات الحالَّة (الليزوزومات)، سببه نقص وراثي في التشكل الوظيفي لبيتا هيكسوزاميدين إيه وبي. هذه الأنزيمات الاستقلابية ضرورية لتقويض مكونات الغشاء الخلوي للخلايا العصبية الغانغليوزيد جي إم 2، وجي إيه 2 المشتقة منها، والغليبوزيد الشحمية السكرية الموجودة في الأحشاء وبعض السكريات قليلة الحدود. تراكم هذه المستقلبات يؤدي إلى تنكّس مترقي في الجهاز العصبي المركزي والموت بالنهاية. يصعب تمييز هذا التنكس العصبي التقهقري المتعلق بالصبغيات سريريًا عن داء تاي – ساكس، وهو اضطراب وراثي آخر يحصل فيه خلل في بيتا – هيسكوزأميدين إيه وإس. هناك ثلاث تحت صفوف لهذا الداء تُصنف على أساس العمر الذي بدأت به الأعراض: الشكل التقليدي الذي يصيب الأطفال والشكل الذي يصيب المراهقين والشكل المتأخر الظهور عند البالغين.

## الأعراض
لا يمكن تمييز أعراض داء ساندهوف سريريًا عن داء تاي – ساكس. في الشكل التقليدي الذي يصيب الأطفال تكون الأعراض بأشد حالاتها ويعتبر تشخيصه صعب جدا في هذا العمر المبكر. تبدأ العلامة الأولى للأعراض قبل الستة أشهر الأولى من العمر، عندما يلاحظ الأهل أن الطفل يبدي تأخرا في تطوره. وفي حال كان الأطفال قادرين على الجلوس لوحدهم أو الزحف فإنهم سيفقدون هذه القدرة. ويعتبر هذا نتيجة للتنكس البطيء في عضلات الجسم الناجم عن زيادة الغانغليوزيدات جي إم 2. عندما يصبح الجسم غير قادر على تشكل الأنزيمات التي يحتاجها الجهاز العصبي المركزي، سيصبح غير قادر على ربط هذه الغانغليوزيدات لتحطيما وجعلها غير سمية. مع زيادة تراكم هذه المستقلبات تبدأ الأعراض بالظهور مثل ضعف الحركات والعضلات واستجابة حادة للصوت العالي والعمى والصمم وعدم القدرة على الاستجابة للمنبهات ومشاكل تنفسية وإنتانية واختلاجات وعلامة حبة الكرز في الشبكية وتضخم الكبد والطحال وذات الرئة أو التهاب شعبي رئوي.
يوجد للشكلين الآخرين من المرض أعراض مشابهة ولكنها أقل حدة. النمط الذي يصيب المراهقين والبالغين من هذا الداء نادر الحدوث أكثر من النمط الذي يصيب الأطفال. ففي هذه الحالتين يعاني المصابين من التخلف العقلي وفقدان التناسق العضلي الذي غالبًا ما يفقدهم القدرة على المشي، وعلامة حبة الكرز الوصفية في الشبكية تظهر هنا أيضا. بكافة الأحوال، فإن أعراض الشكل الخاص بالبالغين من المرض تكون أحيانًا أخف ويمكن أن يسبب فقط ضعف العضلات تؤدي إلى تؤدي إلى تدهور القدرة على المشي أو صعوبة النهوض من السرير.

## الأسباب
سبب المرض هو حمل الوالدين لنفس الطفرة الوراِثية وتوريثها لذريتهم. لكن حتى لو حمل كل من الوالدين الطفرة الوراثية في شريطهم الوراثي فإن احتمال ولادة طفل يحمل الترميز الوراثي للمرض 25% فقط.
ينتج كل نمط من المرض عن طفرات مختلفة في الشريط الوراثي، وبالتحديد فإن الكودونات على الإكسونات الأربعة عشر في المورثة (إتش إي إكس بي) المتوضعة على الصبغي الخامس، تؤدي إلى اختلاف شدة الأعراض. إن الاختلاف في الكودونات له أهمية في تثبيط إنزيمين متوضعين في الجسيمات الحالة للخلايا العصبية في الجهاز العصبي المركزي. هذه الجسيمات الحالة تحوي أنزيمات مختلفة لتقويض المنتجات الثانوية والسموم وبالتالي منع تراكمها لدرجة تجعلها تتداخل مع وظائف الجهاز العصبي المركزي.
اكتُشف باستخدام الأنزيمات المحددِة أن الطفرة في الصبغي الخامس وبالتحديد (سي1214تي) تسبب الشكل الخاص بالبالغين من داء ساندهوف. بالنسبة للمرضى الذين تتظاهر لديهم أعراض المرض الذي يصيب الأطفال والمراهقين فإن الطفرة تكون موجودة لديهم على الإكسون (في1207) من جهة والدهم، وحذف 16 ثنائي أساسي من جهة والدتهم والذي يمكن ان تتوضع على أي من الإكسونات الخمسة، من الإكسون 1 إلى الإكسون 5.

## التشخيص
يمكن تشخيص مرض ساندهوف من خلال الإجراءات التالية (قبل أن يكون واضحًا بالفحص الفيزيائي): إجراء خزعة تشخيصه من نسيج الكبد، والفحص الجيني والتحليل الجزيئي للخلايا والأنسجة (وذلك لتحديد وجود اضطراب استقلابي) والمقايسة الأنزيمية وأحيانا يتم اللجوء إلى تحليل البول لتحديد فيما إذا كانت المستقلبات المذكورة سابقا مخزنة بشكل غير طبيعي في الجسم. في حال وجود طفل مصاب بهذا المرض، فإن كلًا من الوالدين لا بد أن يكون حاملًا للطفرة الوراثية، ومرراها إليه. على الرغم من ذلك، حتى في الحالات التي يكون فيها كلا الوالدين يحملان هذه الطفرة، فإن احتمال أن يرث الطفل المرض هو 25% فقط. يُتاح للأهل الفرصة لتحليل الدنا الخاص بهم في حال كانوا على مستوى عالي من الخطورة، وذلك لتحديد حالتهم كحاملين للطفرة قبل إنجاب طفل. بكافة الأحوال، يوصى بشدة بإجراء فحوص للأهالي حتى لمن ليس لديهم تاريخ عائلي للإصابة بداء ساندهوف. فإن أكثر من 95% من العائلات التي أنجبت طفلا مصابا بهذا المرض لم يكن لديهم علم بأي قصة عائلية للإصابة به، فالطفرة في المورثة (إتش إي إكس بي) لا تسبب أي أعراض إذا وجدت نسخة واحدة منها فقط، وغالبا لا يُكتشف عبورها من جيل إلى آخر. بطبيعة الحال، إذا كان الفرد يحمل الطفرة، فهو أو هي تحت خطر تمريرها إلى الطفل الذي لم يولد بعد. ينصح بالاستشارة الوراثية لأولئك الذين لديهم طفرة.
يستطيع الوالدان الذين يحتمل أن يلدا طفل مصاب بهذا المرض ان يقوما بإجراء (بّي جي دي أو بّي جي إي دي). البّي جي إي دي هو إجراء تشخيصي جيني ما قبل مرحلة الجنين للأشخاص الذين لن يستفيدوا من إجراء التشخيص الجيني قبل التعشيش بسبب معتقداتهم الدينية أو رفضهم التخلص من الجنين. يرادف البي جي إي دي الشريط الوراثي للجنين لينتج من كلا الوالدين في حال أرادا إنجاب طفل. في حال وجود تاريخ عائلي للإصابة بداء ساندهوف يُوصى بحصولهم على تسلسل شريطهم الوراثي للتأكد من أنهم غير حاملين للمرض أو تسلسل الشريط الوراثي للجنين.